# آيت جابة (آيت طوطس)
آيت جابة هو دُوَّار يقع بجماعة تاونزا، إقليم أزيلال، جهة بني ملال خنيفرة في المملكة المغربية. ينتمي الدوّار لمشيخة آيت طوطس التي تضم 6 دواوير. يقدر عدد سكانه بـ 482 نسمة حسب الإحصاء الرسمي للسكان والسكنى لسنة 2004.

## وصلات خارجية
- البوابة الوطنية للجماعات الترابية
- المندوبية السامية للتخطيط